# Arnold Molenaar
Arnoldus Josephus (Nol) Molenaar  (Sneek, 17 juli 1904 - Baarn, 7 juni 1981), was een reclametekenaar, cartoonist, illustrator en tekstschrijver.

## Leven en werk
In 1908 verhuisde het gezin Molenaar naar Lochem. Toen zijn ouders jong stierven werd Arnold met zijn zusje Cornelia en broer Bernardus Jan, ondergebracht bij kleermaker Stoelinga in Sneek. Na een opleiding aan de ambachtsschool ging hij naar de Rijks Hoogeschool in de stad Groningen. In de avonduren bezocht hij de Academie Minerva. In 1922 verhuisde Molenaar naar de stad Groningen en woonde daar tot 1928 op verschillende adressen. Arnold trouwde in 1927 met Lien Ferwerda in Groningen, waarna het echtpaar tot 1935 in Amsterdam woonde. In oktober van dat jaar vestigden zij zich in Baarn.

### De Ploeg
Molenaar was korte tijd lid van de Groningse schildersgroep De Ploeg. In 1925 deed hij mee aan een groepstentoonstelling De Ploeg in Pictura. In die tijd tekende Molenaar portretten van de Ploegleden Henk Melgers, Jan van der Zee en Jan Wiegers. In 2003 werd hij in het Ploeg-jaarboek 2003 geportretteerd in het artikel ‘Een onbekend Ploeglid belicht’, door kunsthistoricus Mariëtta Jansen.

### Reclamebureau
Voor de Tweede Wereldoorlog en in de jaren vijftig werkte hij samen met Maurits Aronson, de oprichter van reclamebureau Prad. Opdrachtgevers van Prad waren onder anderen Caballero, Ceta-Bever, Haust, Albert Heijn en Boek en Plaat. In de Tweede Wereldoorlog zat hij ondergedoken op een schip in de omgeving van Eemnes. Eind 1951 begon hij zijn eigen Bureau voor illustratie en Reclame in Baarn. Zijn brood verdiende hij met ontwerpen en illustraties voor de reclamewereld en bandomslagen voor kinderboeken.
Zijn geschreven reclameteksten voorzag hij zelf van een affiche. Affiches maakte hij bijvoorbeeld voor Hevea en De Vries Robbé. In 1937 maakte hij voor verffabriek Teo een affiche dat bekroond werd. Tussen 1965 en 1980 maakte hij dagelijkse cartoons voor de voorpagina van het dagblad Trouw.

### Kunstenaar
Na zijn reclamewerk maakte hij eigen werk in de vorm van stillevens en polderlandschappen in olieverf of aquarel. Ook gebruikte hij velerlei materialen als gips, boetseerklei en glas in lood. Zijn stijl is figuratief-expressionistisch te noemen.

## Postuum
Op 76-jarige leeftijd op Eerste Pinksterdag, 7 juni 1981, overleed Arnold Molenaar in ziekenhuis Maarschalksbos in Baarn. Hij werd begraven op de katholieke begraafplaats aan de Kerkstraat.
In september 2006 schonk zijn dochter Betty Geerars-Molenaar de al in 2003 in bruikleen gegeven werken aan het Groninger Museum. Met de biografie Zwerver in de wereld van het denken; de verborgen kunst van Arnold Molenaar schreef Wim Huijser een biografie over hem. In deze bloemlezing werden de veelzijdigheid van de kunstenaar belicht. Niet alleen schilderijen en grafiek, maar ook zijn reclamewerk, strips (Daantje Driest en Flip Flater), spotprenten en boekomslagen.

## Geïllustreerde werken[6]
- Job uit de woonschuit (1935)
- Tusschen ploeg en sikkel (1936)
- Eenvoudige gedichten (1939)
- Onder de verkennershoed (1947)
- De zilveren scheepjes (1948)
- Schipper hou je roer recht! Jeugdroman uit de binnenvaartwereld (1949)
- Anja, het kermiskind (1951)
- Het licht in je ogen (1956)

## Biografie
- Wim Huijser: Zwerver in de wereld van het denken. De verborgen kunst van Arnold Molenaar, 2007, ISBN 9789059115224

- Biografisch Portaal: 66574715
- Digitale Bibliotheek voor de Nederlandse Letteren: mole040
- Gemeinsame Normdatei: 133731014
- International Standard Name Identifier: 0000 0000 5311 5873
- Library of Congress Control Number: nb2008001247
- Nederlandse Thesaurus van Auteursnamen: 303583797
- RKD-Nederlands Instituut voor Kunstgeschiedenis: 56651
- Virtual International Authority File: 40573237
- WorldCat: E39PBJw4DgGcKD6XTpCtjWPbBP